# Platanurida marplesioides
Platanurida marplesioides är en urinsektsart som beskrevs av Zaher Massoud 1967. Platanurida marplesioides ingår i släktet Platanurida och familjen Neanuridae. Inga underarter finns listade i Catalogue of Life.